# Premier Division (Bermuda)
Die Premier Division ist die höchste Spielklasse der Bermuda Football Association, dem nationalen Fußballverband von Bermuda.

## Geschichte
Auf Bermuda, damals selbständige Kolonie des Vereinigten Königreichs, entwickelte sich der Fußballsport durch britische Militärangehörige unter anderem aus der Royal Air Force, Royal Navy, Royal Engineers und Royal Artillery. Das erste überlieferte Fußballspiel auf Bermuda gewann laut der The Royal Gazette vom 11. November 1902 die 36. Kompanie der Royal Engineers gegen die 2. Kompanie des Royal Worcestershire Regiments mit 5:0. Mit der Bermuda Football Combination wurde 1928 die erste Fußballliga gegründet, an der nur die weiße Bevölkerung teilnehmen durfte. Daraufhin gründeten 1941 die Vereine der schwarzen Bevölkerung die Bermuda Football League. 1954 durften erstmals die Vereine der schwarzen Bevölkerung am BFA Cup teilnehmen. Im November 1963 schlossen sich beide Ligen zur Bermuda Football Union zusammen.
Die Premierensaison startete mit zwölf Mannschaften, erster Fußballmeister wurde der Young Men’s Social Club. Die Teilnehmeranzahl wurde später auf zehn Vereine verringert. Seit der Spielzeit 1999/00 trägt die oberste Liga den Namen Premier Division. Nachdem die oberste Liga ab der Spielzeit 2000/01 mit acht Mannschaften ausgetragen wurden, stieg die Anzahl der Teilnehmer ab 2009/10 wieder auf zehn. Die Liga wird im Rundenturnier mit Hin- und Rückspiel ausgetragen, die Saison beginnt im September und endet im April des Folgejahres. Der Fußballmeister von Bermuda qualifizierte sich bis 1992 für den CONCACAF Champions’ Cup. Seit 2010 besteht für den Sieger der Meisterschaft die Möglichkeit, an der CFU Club Championship teilzunehmen. Diese Möglichkeit wurde in den Jahren 2010–12 und 2016 wahrgenommen. Die zwei am Saisonende letztplatzierten Vereine steigen in die zweitklassige First Division ab.

## Fußballmeister von Bermuda
| Bermuda Football Combination - 1928/29: Dockyard Recreation and Sports Club - 1929/30: Coy A. West Yorkshire Regiment - 1930–35: unbekannt - 1936: Bowery - 1937–49: unbekannt - 1949/50: B.A.A. - 1950/51: B.A.A. - 1951–53: unbekannt - 1953/54: B.A.A. - 1954/55: Police Recreation Club - 1955/56: B.A.A. - 1956/57: B.A.A. - 1957–63: unbekannt | Bermuda Football League - 1941: Pembroke Juniors - 1942–43: nicht ausgetragen - 1944: Pembroke Juniors - 1945/46: Pembroke Juniors - 1946/47: Pembroke Juniors - 1947/48: Pembroke Juniors - 1948/49: Pembroke Juniors - 1949/50: Key West Rangers - 1950/51: Pembroke Juniors - 1951/52: Key West Rangers - 1952/53: Key West Rangers - 1953/54: Key West Rangers - 1954/55: Pembroke Juniors - 1955/56: Pembroke Juniors - 1956/57: Pembroke Juniors - 1957/58: Pembroke Juniors - 1958/59: Devonshire Lions - 1959/60: Pembroke Hamilton Club - 1960/61: Pembroke Hamilton Club - 1961/62: Pembroke Hamilton Club - 1962/63: Pembroke Hamilton Club |

Bermuda Football Union/Premier Division
- 1963/64: Young Men’s Social Club
- 1964/65: Young Men’s Social Club
- 1965/66: Young Men’s Social Club
- 1966/67: Somerset Cricket Club
- 1967/68: Somerset Cricket Club
- 1968/69: Somerset Cricket Club
- 1969/70: Somerset Cricket Club
- 1970/71: Pembroke Hamilton Club
- 1971/72: Devonshire Colts FC
- 1972/73: Devonshire Colts FC
- 1973/74: North Village Community Club
- 1974/75: Hotels International FC
- 1975/76: North Village Community Club
- 1976/77: Pembroke Hamilton Club
- 1977/78: North Village Community Club
- 1978/79: North Village Community Club
- 1979/80: Hotels International FC
- 1980/81: Southampton Rangers SC
- 1981/82: Somerset Cricket Club
- 1982/83: Somerset Cricket Club
- 1983/84: Somerset Cricket Club
- 1984/85: Pembroke Hamilton Club
- 1985/86: Pembroke Hamilton Club
- 1986/87: Somerset Cricket Club
- 1987/88: Dandy Town SC
- 1988/89: Pembroke Hamilton Club
- 1989/90: Pembroke Hamilton Club
- 1990/91: Boulevard Community Club
- 1991/92: Pembroke Hamilton Club
- 1992/93: Somerset Cricket Club
- 1993/94: Dandy Town SC
- 1994/95: Boulevard Community Club
- 1995/96: Vasco da Gama FC
- 1996/97: Devonshire Colts FC
- 1997/98: Vasco da Gama FC
- 1998/99: Vasco da Gama FC
- 1999/00: PHC Zebras
- 2000/01: Dandy Town Hornets
- 2001/02: North Village Community Club
- 2002/03: North Village Community Club
- 2003/04: Dandy Town Hornets
- 2004/05: Devonshire Cougars
- 2005/06: North Village Community Club
- 2006/07: Devonshire Cougars
- 2007/08: PHC Zebras
- 2008/09: Devonshire Cougars
- 2009/10: Dandy Town Hornets
- 2010/11: North Village Community Club
- 2011/12: Dandy Town Hornets
- 2012/13: Devonshire Cougars
- 2013/14: Dandy Town Hornets
- 2014/15: Somerset Trojans
- 2015/16: Dandy Town Hornets
- 2016/17: Robin Hood FC
- 2017/18: PHC Zebras
- 2018/19: PHC Zebras
- 2019/20: North Village Rams
- 2020/21: abgebrochen....
- 2021/22: Dandy Town Hornets
- 2022/23: PHC Zebras
- 2023/24: PHC Zebras
- 2024/25: North Village Rams

## Rekordmeister
Rekordmeister der ab 1963 ausgetragenen einheitlichen Liga sind die PHC Zebras mit elf gewonnenen Meistertiteln.
| Verein                                            | Titel | Jahr |
| ------------------------------------------------- | ----- | --- |
| Pembroke Hamilton Club / PHC Zebras               | 13    | 1970/71, 1976/77, 1984/85, 1985/86, 1988/89, 1989/90, 1991/92, 1999/00, 2007/08, 2017/18, 2018/19, 2022/23, 2023/24 |
| Somerset Cricket Club / Somerset Trojans          | 10    | 1966/67, 1967/68, 1968/69, 1969/70, 1981/82, 1982/83, 1983/84, 1986/87, 1992/93, 2014/15                            |
| North Village Community Club / North Village Rams | 1     | 1973/74, 1975/76, 1977/78, 1978/79, 2001/02, 2002/03, 2005/06, 2010/11, 2019/20, 2024/25                            |
| Dandy Town SC / Dandy Town Hornets                | 9     | 1987/88, 1993/94, 2000/01, 2003/04, 2009/10, 2011/12, 2013/14, 2015/16, 2021/22                                     |
| Devonshire Cougars                                | 4     | 2004/05, 2006/07, 2008/09, 2012/13                                                                                  |
| Young Men’s Social Club                           | 3     | 1963/64, 1964/65, 1965/66                                                                                           |
| Devonshire Colts FC                               | 3     | 1971/72, 1972/73, 1996/97                                                                                           |
| Vasco da Gama FC                                  | 3     | 1995/96, 1997/98, 1998/99                                                                                           |
| Hotels International FC                           | 2     | 1974/75, 1979/80 |
| Boulevard Community Club                          | 2     | 1990/91, 1994/95 |
| Southampton Rangers SC                            | 1     | 1980/81 |
| Robin Hood FC                                     | 1     | 2016/17 |

## Aktuelle Saison
An der Saison 2024/25 nahmen die folgenden zehn Mannschaften teil:
- Dandy Town Hornets
- Devonshire Colts
- Devonshire Cougars
- YMSC Bluebirds
- North Village Rams
- Paget Lions
- PHC Zebras
- Saint George’s Colts
- Wolves Sports Club
- YMSC Bluebirds